# Sphenomorphus multisquamatus
Espèce
Sphenomorphus multisquamatus est une espèce de sauriens de la famille des Scincidae.

## Répartition
Cette espèce se rencontre en Malaisie orientale et en Indonésie.

## Publication originale
- Inger, 1958 : Three new skinks related to Sphenomorphus variegatus (Peters). Fieldiana, Zoology, vol. 39, no 24, p. 257-268 (texte intégral).